# Zorman
Zorman je 190. najbolj priljubljen
priimek v Sloveniji, ki ga je po podatkih Statističnega urada Republike Slovenije na dan 31. decembra 2007 uporabljalo 937 oseb, na dan 1. januarja 2011 pa 941 oseb ter je med vsemi priimki po pogostosti uporabe zavzel 187. mesto.
- Alenka Zorman (*1947), haiku-pesnica in prevajalka
- Alojz Zorman - Fojž (*1952), oblikovalec, ilustrator, slikar
- Anja Zorman (*1969), jezikoslovka italijanistka, didaktičarka
- Barbara Zorman (*1972), literarna zgodovinarka, cineastka? UP
- Blaž Zorman, pesnik
- Brane Zorman (*1962), pank in elektronski glasbenik; skladatelj, producent, kurator
- Eva Helena Zorman, sabljačica
- Ivan Zorman (1889—1957), pesnik in glasbenik
- Ivan Zorman (1889—1969), kulturni delavec in likovni kritik
- Ivana Zorman (Sorman) (1838—1922), kulturna in socialna delavka
- Ivo Zorman (1926—2009), pisatelj in urednik
- Janez Zorman (1885—1938), redovnik in misijonar v Turčiji in Bolgariji
- Leon Zorman (*1929), pedagoški psiholog, univ. prof.
- Marina Zorman (*1959), splošna in primerjalna jezikoslovka, univ. prof.
- Marjeta Terčelj Zorman,  zdravnica pnevmologinja/alergologinja, prof. MF
- Matic Zorman, fotograf, fotoreporter (drug = košarkar, *1992)
- Nataša Zorman, podpolkovnica SV, poveljnica Vojašnice Vipava
- Olga Zorman Rojs (*1960), veterinarka, univ. prof.
- Peter Zorman, plastični kirurg
- Tomaž Zorman (*1968), gozdar, jamar, naravovarstvenik (Kras, Škocjanske jame)
- Uroš Zorman (*1980), rokometaš
- Viktor Zorman (1918—1945), pesnik, pisatelj
- Vinko Zorman (1891—1979), bibliotekar; pobudnik in vodja Manjšinskega instituta v Ljubljani 1925-41

## Tuji nosilci
- Itamar Zorman (*1985), izraelski violinist
- Moshe Zorman (*1952), izraelski skladatelj